# Jim Santangeli
Jim Santangeli (Easton, Connecticut, 20 december 1976) is een Amerikaanse acteur en regisseur. Hij is het meest bekend door zijn rol in het computerspel Red Dead Redemption 2 uit 2018, waar Santangeli de motion capture van het personage Simon Pearson verzorgde.

## Biografie
Jim Santangeli werd geboren in Easton, Connecticut,  20 december 1976. Santangeli studeerde af in 1999 aan de Pace University.

## Filmografie

### Als acteur

#### Films
| Jaar | Titel                     | Rol           |
| ---- | ------------------------- | ------------- |
| 2006 | Fucked                    | Big Guy       |
| 2013 | Pearl: The Assassin       | Officer Black |
| 2014 | Fear Town, USA            | Ol' Shep      |
| 2015 | All Over It               | Darren        |
| 2015 | Crash 2: Still Crashing   | Rizzelli      |
| 2015 | The Slashening            | Mr. Chase     |
| 2015 | Waco Valley               | Rocco         |
| 2017 | The Third Party           | America Dave  |
| 2018 | Most Likely to Murder     | Behar         |
| 2019 | Standing Up, Falling Down | Mailman       |

#### Korte Films
| Jaar | Titel                                            | Rol                 |
| ---- | ------------------------------------------------ | ------------------- |
| 2007 | La Casita                                        | Zichzelf            |
| 2008 | Dream Assassin                                   | Sergei Toktakhounov |
| 2009 | Passin' on Class                                 | Tobey Bobeche       |
| 2010 | The Godfather: Kiss of Death                     | The Godfather       |
| 2010 | It Gets Worse: Chad O'Donnell                    | Chad O'Donnell      |
| 2012 | Maxed Out                                        | Stan                |
| 2012 | Fuckingham Palace                                | N/A                 |
| 2012 | Neighbs                                          | Tim Sullivan        |
| 2013 | Falling for You                                  | Friend              |
| 2014 | Joe Buck's Failed Super Bowl Promo               | New Yorker          |
| 2014 | Drifters                                         | Harry               |
| 2015 | Kitty                                            | Peter               |
| 2015 | HBO's Project Greenlight Finalist: Winning Entry | Bob                 |
| 2015 | Lucky and the Long Walk Home                     | Doug                |
| 2016 | Too Much Riffing with Jim                        | Rizzelli            |
| 2016 | Spanglish                                        | Jim                 |
| 2017 | I'm in Here                                      | Chuck               |
| 2018 | Brown Ops                                        | Raini               |
| 2019 | Rawmouth                                         | Guard 2             |

#### Series
| Jaar | Titel                             | Rol                             |
| ---- | --------------------------------- | ------------------------------- |
| 2006 | The UCBW                          | Antonio Spur                    |
| 2007 | Bronx World Travelers             | Jim #6                          |
| 2008 | 27 Kidneys                        | Meerdere Rollen                 |
| 2009 | Gramps                            | Meerdere Rollen                 |
| 2009 | Old Friends                       | Jim                             |
| 2010 | Acting Reel Master Database       | Ruthless Mr. Tosh               |
| 2010 | Very Mary-Kate                    | Driving Instructor              |
| 2011 | Funny or Die Presents...          | Military Voice                  |
| 2011 | Bloody Murray                     | Bloody Murray                   |
| 2011 | Musicals in Real Life             | Police Man                      |
| 2011 | The Actress                       | Danny's Father                  |
| 2012 | UCB Live!                         | N/A                             |
| 2012 | The Assistant                     | N/A                             |
| 2012 | Rejected Pitches                  | Peter Jackson                   |
| 2012 | Waco Valley                       | Rocco, Hot Dog Man, Dr. Talbert |
| 2012 | Bored Cops                        | N/A                             |
| 2012 | Fodder                            | Meerdere Rollen                 |
| 2013 | Singles in America                | Alex                            |
| 2013 | CollegeHumor Originals            | God, Pilot, Walter              |
| 2013 | Commentary On                     | N/A                             |
| 2013 | The Trunk                         | N/A                             |
| 2014 | Approach the Bench                | Lawyer                          |
| 2014 | Gary Saves the Graveyard          | Gary                            |
| 2014 | Above Average Presents            | Lawyer                          |
| 2014 | UCB Comedy Originals              | Meerdere Rollen                 |
| 2014 | Sitters: The Series               | N/A                             |
| 2015 | Broad City                        | D.J.                            |
| 2015 | Person of Interest                | Hawaiian Shirt Guy              |
| 2015 | Deadbeat                          | Father Michael                  |
| 2015 | Your Pretty Face Is Going to Hell | Jett Copperhead                 |
| 2015 | 5 Stages (5tages)                 | Homeless Guy                    |
| 2017 | The Detour                        | SWAT Officer                    |
| 2017 | The Chris Gethard Show            | Devil Doing Devil Sticks        |
| 2018 | Wedding Season                    | Tom                             |
| 2018 | Dietland                          | Raif                            |
| 2018 | Random Acts of Flyness            | Tom                             |
| 2019 | Friends from College              | Hank                            |
| 2019 | Alternatino with Arturo Castro    | N/A                             |
| 2020 | Awkwafina Is Nora from Queens     | Damon                           |
| 2020 | Our Cartoon President             | Crowd, HR McMaster              |
| 2020 | Heads Will Roll                   | Meerdere Rollen                 |
| 2020 | Search Party                      | Garett                          |

#### Computerspellen
| Jaar | Titel                 | Rol                       |
| ---- | --------------------- | ------------------------- |
| 2008 | Grand Theft Auto IV   | The Crowd of Liberty City |
| 2018 | Red Dead Redemption 2 | Simon Pearson             |

### Als regisseur

#### Korte Films
| Jaar | Titel                                           |
| ---- | ----------------------------------------------- |
| 2009 | Andrée Vermeulen: French Toast                  |
| 2012 | The Coolest Husband Ever Watches the Super Bowl |
| 2012 | Video Game Voice Actress                        |
| 2012 | Breaking Bad Beggar                             |
| 2012 | Parent-Teacher Conference                       |
| 2012 | Freaky Friday Candidate                         |
| 2012 | Home Alone Neighbor                             |
| 2013 | The Vase                                        |
| 2013 | Plane Crash Sex                                 |
| 2013 | Parents Kissing                                 |
| 2013 | Disney World Funeral                            |
| 2013 | Fake Birthday                                   |
| 2013 | The New York City That Exists in My Mom's Mind  |
| 2014 | Spanish Class Homework                          |
| 2014 | Dad Jokes                                       |
| 2015 | Feminist MRA                                    |
| 2016 | Sisters in Law                                  |
| 2016 | Hamilton                                        |
| 2016 | Mermaid Sex Business Guy                        |
| 2016 | Spanglish                                       |

#### Series
| Jaar | Titel                |
| ---- | -------------------- |
| 2012 | UCB Comedy Originals |